# Myrcianthes pungens
Myrcianthes pungens  é uma espécie nativa do Brasil, ocorrendo nos domínios fitogeográficos do Cerrado e da Mata Atlântica. Sua distribuição geográfica no Brasil limita-se às regiões Sudeste (estados de Minas Gerais, São Paulo) e Sul (Paraná, Santa Catarina e Rio Grande do Sul), ocorrendo basicamente na Bacia do Rio da Prata (Argentina, Paraguai e Uruguai).
Esta espécie é conhecida popularmente como guabijú, guabiroba-açú, guabijueiro, guabira-guaçú, ibariú ou ibaviú. Ela produz frutos pequenos de coloração púrpura ou roxo-avermelhada, os quais são apreciados pelo homem, pelas aves silvestres e pela fauna em geral. 
Estudos têm mostrado que extratos dos frutos apresentaram atividades antioxidantes, quimiotáticas, gastroprotetivas  e anticolinesterásicas. Os extratos das folhas também foram avaliados e mostraram atividades antinociceptiva e antioxidante.   